# HTML元素
HTML中，一个HTML元素是HTML文件的一个基本组成单元。HTML文件采用采用树形结构安排HTML元素。更进一步的说，一个HTML元素是一个满足一项或多项DTD要求的元素。HTML元素可以拥有属性和内容，可以是标题、段落、链接、列表、嵌入媒体或者其他的任何符合DTD要求的格式。

## 概述

### 语法
在HTML語法中，大多數元素編寫一個開始標記和結束標記，與其之間的內容。HTML標記是由元素名稱，包圍於兩側之小於號與大於號之括號所組成。其結束標記擁有一斜線位与小於號後，有別於其起始標記。例如：一個段落是由p元素所代表，其被寫成
然而，並非所有的此類元素需要結束標記，甚至是開始標記。某些元素，即所謂的“void空元素”，並無結束標記。典型的例子即br元素，其表示一個顯著之換行，像是一首詩或一個住址。一個空元素的行為是預先定義的，並且它不能包含任何內容或其他元素。例如：在電影《海底總動員》中的牙醫師的地址將被寫成
```
<
p
>
P. Sherman
<
br
>
42 Wallaby Way
<
br
>
Sydney
</
p
>

```

HTML元素可以是容器元素或者空元素。
容器元素结构如下：
- 一个开始标记（形如<tag>），表示一个元素的开始，标记本身还可以包含属性；
  - 任意数量的属性（和属性的值）；
- 内容（文本和／或子元素）；
- 一个结束标记，使用和开始标记完全相同的元素名但前面附加一个斜线字符（形如</tag>）。并非所有的元素都要求结束标记，有些元素的结束表示是可有可无的，有些是一定不可以有的。

空元素指仅包含一个标记，该标记既是开始标记同时也是结束标记（形如<tag />）。空元素可以有任意数量的属性。在XHTML规范中，标记中的斜线符号是必须的。要求使用一個單獨標籤開啟與關閉元素。若要指定其為一個空元素，符號/包含於標記之結尾（不能與位於結束標記中的開始的符號/混淆）。例如：
```
<
p
>
P. Sherman
<
br
 
/>
42 Wallaby Way
<
br
 
/>
Sydney
</
p
>

```

英语中有时HTML元素也被称为“tag”，严格的说“tag”是指元素的开始或结束标记。
HTML屬性用来指示元素的附加的性质。放在開始標記中。例如：abbr元素，其表示縮寫，預計一個title屬性包含其開始標記。將被寫成
```
<
abbr
 
title
=
"abbreviation"
>
abbr.
</
abbr
>

```

- 开始标记：<p … >
  - 属性：
             - 属性名：class
    - 属性值：foo
- 内容：This is a paragraph.
- 结束标记：</p>

HTML容器元素的各部分：
- 开始标记：<p … >
- 属性：
- 属性名：class
- 属性值：foo
- 内容：This is a paragraph.
- 结束标记：</p>
完整代码：<p class="foo">This is a paragraph.</p>

在HTML中，元素（和属性）名字可以是大写或者小写，但在XHTML中，必须是小写。大写是旧的用法，并且是HTML规范中说明的方法，但是小写更为通用。

### 相关标准
HTML元素是在自1995年以來發布的一系列免費開放標準中定義的，最初由IETF以及隨後由W3C制订。
1990年代的瀏覽器大戰期間，網頁瀏覽器的软件商开始不断的添加自定义的元素，有些被后来的标准吸收。并非所有的软件商都支持这些非标准的元素，一般对于非标准的元素，或者是忽略，或者是导致显示不正确。
1998年，XML（一种简化的SGML）引入一种方法，允许任何人开发自己的元素并融合到XHTML文件中，使用支持XML的浏览器（用户代理）可以浏览任意元素。
而后采用XML兼容的办法，重新制订了HTML 4.01标准，XHTML 1.0（扩展的HTML）。二者的元素相同，绝大多数情况下，XHTML 1.0文件的元素在HTML 4.0文件中是合法的。本文除非另外指出，应用的都是基于SGML的HTML，对于XHTML多数情况下仍然适用（二者区别见HTML）。

### 当前的状态
自从HTML第一版以来，已经有数个元素因为过期，不再新的标准中推荐使用或者干脆删除。
目前由于并存三种HTML 4.01／XHTML 1.0 DTD标准，而使得HTML的验证变得复杂起来，这三种标准分别是：
- Transitional，包含过期的元素。该标准制订的目的是提供一个过渡的时期，使得HTML作者可以逐渐适应新的扩展标准；
- Frameset，另一种过渡标准，但是允许作者使用frameset；
- Strict，符合现代（1999年以后）的标准。

HTML第一个标准（HTML 2.0）包含四个过期的元素。其中一个在HTML 3.2中被列为无效。所有的四个在HTML 4.01 Transitional中都被列为无效，HTML4.01 Transitional标准此外还将另外十个元素定义为无效。以上这些元素再加两个在HTML 4.01 Strict中同样被定义为无效。由于frame元素在显示方面的诸多问题以及其功能已经可以由其他元素替代，在未来的标准中不再保留，虽然目前在Transitional和Frameset DTD中仍然有效。
（严格地说，目前的XHTML标准XHTML 1.1（2001）根本不支持frame。基本上与XHTML 1.0 Strict相同，但是又包含了Ruby markup模块。）
一个经常导致错误理解的原因是不严格地使用（过期）一词来泛指过期的和无效的，以及今后一段时间过期的不同的状态。

### 展示和行为
根据分离原则，HTML的功能在于给一个文件的内容增加语义和结构的信息。增加文件的展示和行为的功能，例如增加CSS stylesheets和图形来增加文件的展示功能；通过链接到外部文件和脚本增加与用户交互的行为。User agent也可以根据作者所提供的stylesheet在不同的介质（显示器，打印机）上展示不同效果。同时保持语义上的一致。

## 文件结构元素
<html>...</html>

这是HTML文件的根元素，所有其他的元素均包含在其中。
在HTML 2.0中标准化，目前仍然在使用。
<head>...</head>

包含HTML标题定义、外部、脚本代码、格式代码等处理信息和元数据。
在HTML 2.0中标准化，目前仍然在使用。
（所包含的子元素见#文件头元素）
<body>...</body>

包含HTML文件的内容.
在HTML 2.0中标准化，目前仍然在使用。
（所包含的子元素见#文件内容元素）

## 文件头元素
<base />

该元素的属性href的值给文件中所有的相对的href及其它链接提供一个基本的url路径。必须出现在任何引用外部资源的元素之前。在每个HTML文件中，只允许出现一个base元素。base元素没有内容。其另外一个可选属性target的值可以为：_blank、_parent、_self、_top、framename，规定页面中所有的超链接和表单在何处打开；该属性会被每个具体链接中的target属性覆盖。
在HTML Tags中曾经提到一个开发版的BASE元素；在HTML 2.0中得以标准化；目前没有变化。
<basefont /> （已弃用）

指定一个基本的字体，包括字符的大小，字型和颜色，与font元素搭配使用。已经过期，推荐使用CSS。
在HTML 3.2中標準化；在HTML 4.0 Transitional中過期；並已於HTML 4.0 Strict中失效。
<isindex /> （已弃用）

isindex既可以出现在文件头，也可以出现在文件体内，但是只能出现一次。需要服务器端的搜索引擎的支持。
出现在文件头表示这个文件是一个可搜索的索引。在页面上显示成一个单行的文本输入框用来输入关键词。页面被提交后，query string被加到当前的URL后面，输出的文件搜索的关键字被加亮显示。一般来说，如果服务器支持这个功能的话会自行的加入isindex。
ISINDEX在HTML Tags出现，在HTML 2.0中标准化。在HTML 4.0 Transitional中过期。在HTML 4.0 Strict中是无效的元素。
<link />

指定連結到其他文件，如previous和next連結，或替代版本。常見的用途是連結至外部的CSS樣式表，使用形式：
<link rel="stylesheet" type="text/css" href="url" title="description_of_style">
較少見但重要之用途是透過使用微格式持續性支援導覽提示。若干常見之關是已被定義，可能透過瀏覽器介面傳達給使用者，而非直接於網頁中。
<link rel="next" href="url">
文件之head元素可能包含任何數量之link元素。該link 元素擁有HTML屬性，但無內容。
LINK存在於HTML Internet Draft 1.2，且已在HTML 2.0中標準化；目前沒有變化。
<meta />

可用於指定關於文件之額外中繼資料，如作者、出版日期、有效日期、頁面描述、關鍵字，或者透過其他header元素及
HTML屬性之其他未提供的資訊。因其共通性，meta元素指定關聯的key-value pairs。一般情況之下，meta元素傳達關於文件之隱藏資訊。若干meta標籤可被使用，上述之全部應被嵌套在head元素中。每個meta元素之特定目的是由其屬性來定義。
在一種形式中，meta元素可指定應經由實際內容之前的網頁伺服器寄送之HTTP標頭，例如：
<meta http-equiv="foo" content="bar">
本示例指定页面应提供一个名为foo的HTTP标头，其值为bar。
在一般形式中，meta元素指定HTML網頁的name及關聯的content HTML屬性描述方面。為了防止可能發生歧義，一個可選取之第三方屬性：scheme可被支援於指定一個定義該key及其值的含意之語意框架：例如：
<meta name="foo" content="bar" scheme="DC">
在本範例中，meta元素标识自身為包含来自DC或都柏林核心資源描述框架的foo元素，其值为bar。
在HTML 2.0中標準化；目前沒有變化。
<object>...</object>

使用於包含泛型物件在文件標頭中。雖然很少使用在head元素中，但也可能用來擷取外部資料，並將之與目前的文件關聯。
在HTML 4.0中標準化；目前沒有變化。
<script>...</script>

可作為一個容器用於指令碼說明或連結至外部指令碼，包含可選取之src屬性。此外，使用於文件主體中以動態生成兩個區塊或內聯內容。
在HTML 3.2中標準化；目前沒有變化。
<style>...</style>

指定文件的CSS樣式，其形式通常為：
<style type="text/css"> ... </style>
既可作為一個容器之樣式說明，亦可連結至外部CSS樣式表，例如，在CSS中，與表單中的@import指令：
<style> @import url; </style>
在HTML 3.2版本中標準化；目前沒有變化。
<title>...</title>

定義文件標題。在每個HTML及XHTML文件中為需求的。使用者代理可以不同方式使用標題，例如：
- 網頁瀏覽器通常將之顯示在標題列中，當視窗開啟時，或者（在適用的情況）顯示在工作列中，當視窗最小化時。
- 當儲存該頁面時可為預設檔案名稱。
- 搜尋引擎之網路編目程式可能會特別注意在標題中使用的文字。

title元素不能包含其他元素，僅文字。只有一種title元素在文件中被允許。
TITLE存在於HTML標籤，並在HTML 2.0中標準化；目前沒有變化。

## 文件内容元素
在視覺化瀏覽器中，可顯示元素可呈現為區塊或內行。雖然所有元素是文件序列之一部分，但是區塊元素 出現在其父元素中：
- 作為不跨行之矩形物件；
- 使用區塊邊距，其寬度及高度內容可在周邊元素中被單獨設定。

反言之，內行元素被視為文件文字流之部分；其無法擁有邊距、寬度或高度設定，並且跨行。

### 區塊元素

盒模型，其中W3C和微软的Internet Explorer对width定义的不同，会导致盒模型大小在浏览器渲染上有差异

區塊元素（或稱區塊層級元素）擁有矩形結構。在預設情況下，這些元素將占据父元素的整個寬度，因而不允許任何其他元素佔據已被其所占的同一水平空間。
區塊元素的矩形結構經常稱之為盒模型，並由幾個部分所組成。每個元素包含以下內容：
- 一個塊元素的內容（content）是放置在一個塊元素的開啟和關閉標記之間的實際文字（或其他媒體）。
- 一個塊元素的留白或称填充（padding）师元素边框与元素内容之间的空间。其仍構成上述块元素的组成部份。padding也是块元素在物理上的一部分。不應被用於建立兩個块元素之間的空白。任何背景樣式分配到块元素，例如背景圖像或色彩，將在padding內可見。增加块元素的padding的尺寸，则将增加块元素所占的尺寸。
- 一個塊元素的邊框（border）是元素的絕對末端，並围成块的周圍。邊框之厚度的增长會增加块元素尺寸。
- 一個塊元素的邊距或称外边距（margin）是环绕块元素周圍之空白。任何其他元素之content、padding及border將不允許輸入該區域，除非迫於一些進階的CSS布局。使用多數的標準DTD，margin在不同元素的左邊和右邊將互相推離。另一方面，margin在元素的上方及下方，將不堆疊或相互交融。這意味著位於該元素之間的空白將與較大的margin一樣大。

上述部分僅指CSS渲染的具體實施，並與HTML元素本身無關。

#### 基本文字
<p>...</p>

建立一段落，也許為最常見之區塊層級元素。
p在HTML Tags中已經存在，並且在HTML 2.0中標準化；目前仍在使用。
<h1>...</h1>

<h2>...</h2>

<h3>...</h3>

<h4>...</h4>

<h5>...</h5>

<h6>...</h6>

不同層級之section標題。<h1>界定為最高層級標題，<h2>為下一層級（次級section），<h3>又低於上一層級，依此類推直到<h6>。有時其又統稱為<hn>標記，n表示任何有效之層級標題。
多數視覺化瀏覽器預設將標題顯示為大型粗體字，雖然其可被CSS覆蓋。事實上，Heading元素並非只用於建立大型字或粗體字，其不應使用於顯示樣式化文字。反言之，其描述了文件之結構和組織。部分程式利用其產生輪廓及表格內容。
Headings在HTML Tags中已經存在，並且在HTML 2.0中標準化；目前仍在使用。

#### 列表
<dl>...</dl>

定义列表（Definition List）是一种特殊列表，通常包含一系列“术语”及其“定义”。定义列表組成的名稱-值組（先前至HTML5定義成一個定義清單，並在早期版本之HTML5被稱之為關聯清單）。定义列表之目的為「術語及定義、中繼資料主題和值、問題及答案，或者名稱-值資料的任何其他群組」之群組。
DL在HTML Tags中已經存在，並且在HTML 2.0中標準化；目前仍在使用。
<dt>...</dt>

在定义列表（先前定義術語在定義清單中）中的名稱。
DT在HTML Tags中已經存在，並且在HTML 2.0中標準化；目前仍在使用。
<dd>...</dd>

定义列表（先前的一個術語之定義，在定義清單中）中的值。
DD在HTML Tags中已經存在，並且在HTML 2.0中標準化；目前仍在使用。
<ol>...</ol>

有排序（枚舉）之編號清單。type元素可用於指定排序類型，但CSS樣式表提供了更多控制：{list-style-type: foo}。其預設為阿拉伯數字編號。若要使用type屬性，請使用<ol type="foo">，以下列項目之一取代foo：
- A表示A, B, C...
- a表示a, b, c...
- I表示I, II, III...
- i表示i, ii, iii...
- 1表示1, 2, 3...

ol在HTML Internet Draft 1.2中已經存在，並且在HTML 2.0中標準化；目前仍在使用。
<ul>...</ul>

未排序（項目符號）清單。CSS樣式表可用於指定其項目符號：{list-style-type: foo}。其預設項目符號為一個空心圓。
ul在HTML Tags中已經存在，並且在HTML 2.0中標準化；目前仍在使用。
<li>...</li>

在排序（ol）或未排序（ul）清單中之列表項目。
li在HTML Tags中已經存在，並且在HTML 2.0中標準化；目前仍在使用。
<dir>...</dir> （已弃用）

目錄清單。該元素之原始目的從未廣泛支援；已被<ul>替代，故不建議使用。
DIR在HTML Tags中已經存在，並於HTML 2.0中標準化；在HTML 4.0 Transitional中不建議使用；在HTML 4.0 Strict中已失效。

#### 其他區塊元素
<address>...</address>

文件作者之聯絡資訊。
ADDRESS在HTML Tags中已經存在，並且在HTML 2.0中標準化；目前仍在使用。
 
<blockquote>...</blockquote>

一個區塊層級引用，用於當quotation包含區塊層級元素，如段落。cite屬性可能提供來源，且必須是完全合格之統一資源標誌符。
區塊quotation的演示文稿在視覺化瀏覽器中經常從其兩個margin縮進之。
BLOCKQUOTE在HTML Internet Draft 1.2中已經存在，並且在HTML 2.0中標準化；目前仍在使用。如需更多資訊，請參見blockquote元素。
<center>...</center> （已弃用）

建立一個區塊層級之置中對齊區域。已由使用CSS樣式表定義置中對齊<div>或其他元素之方式替代，故不建議使用。
在HTML 3.2中標準化。
<del>...</del>

標記內容中已刪除的section。該元素亦使用為inline。
在HTML 4.0中標準化；目前仍在使用。
<div>...</div>

一個區塊層級之邏輯區。沒有語意的通用元素用於區分文件的section，通常為目的，例如由CSS樣式表或DOM調用來控制之演示文稿或行為。
在HTML 3.0 Drafts中出現；在HTML 3.2中標準化；目前仍在使用。
<hr />

水平線。表象規則亦可被CSS樣式表繪製。
在HTML 2.0中標準化；目前仍在使用。
<ins>...</ins>

標記一個已插入內容之section。該元素亦使用為inline。
在HTML 4.0中標準化；目前仍在使用。
<noscript>...</noscript>

指令碼的替代內容。不同於指令碼（script），其只能作為區塊元素。
在HTML 4.0中標準化；目前仍在使用。
<pre>...</pre>

表示是預先格式化的文字。在元素內的文字通常會被顯示為等寬字型，就如同是在文字檔案中的文字一樣（參見ASCII藝術）。儘管瀏覽器在其他的HTML元素中會忽略空白字元，但在pre中，空白會被視為是作者故意為之而被呈現出來。（在CSS的屬性：{white-space: pre; font-family: mono-space;}，其他的元素也可以相同的方式呈現。）該元素可包含任何inline元素，但下列除外：影像（IMG）、物件（OBJECT）、大型字（BIG）、小型字（SMALL）、上標（SUP）及下標（SUB）。
PRE在HTML Internet Draft 1.2中已經存在，並且在HTML 2.0中標準化；目前仍在使用。
<script>...</script>

在文件中放置指令碼。在head中以及在inline內容中也具有效果。
注意：SCRIPT本身並非區塊或內行元素；其本身不應全部顯示，但其可包含說明以動態生成區塊或內行內容兩者。
在HTML 3.2中標準化；目前仍在使用。

### 行内元素
行內元素無法直接放置在body元素中；其必須完全嵌套於區塊及元素中。

#### 锚
<a>...</a>

锚元素之所以称为“锚”，是因为网页设计者可以用它们来将URL和网页上的一些文本“繫”（anchor）在一起。当用户在浏览器中查看网页时，他们可以通过点击文本来激活链接，以访问链接中URL指向的页面。
在HTML中，锚既可以是超级链接的来源，也可以是目标端。
通过使用href属性（hypertext reference （页面存档备份，存于）），锚可以成为到文档中另一个部分的链接，也可以通过使用一个外部URL来指向另一个资源（如网页）。
或者（也可以是同时），通过使用name或id属性，使这个元素成为目标。URL可以通过片段標識符链接到这个目标。现在，任何元素都可以通过使用id属性来变成一个锚，（页面存档备份，存于）因此<a name="foo">不再必要。
a在HTML Tags中已經存在，並且在HTML 2.0中標準化；目前仍在使用。

#### 短语元素

##### 常用的短语元素
<abbr>…</abbr>

表示本元素是一个縮寫，title属性中可以包含全称：
<abbr title="微型计算机">微机</abbr>
在HTML 4.0中标准化，目前仍然在使用。
<acronym>...</acronym> （已弃用）

与abbr元素类似。（拼音文字中Acronym是指大写的首字母组合成的词，比如Hyper-Text Markup Language的Acronym是HTML; Abbreviation的概念更广泛些，可以是将一个较长的词后面部分去掉，用剩下的部分表示词的意思。中文中没有类似的区别）:
<acronym title="Hyper-Text Markup Language">HTML</acronym>
在HTML 4.0中标准化，目前仍然在使用，在HTML5中不支持。
<dfn>…</dfn>

表示本元素是一个词条的定义。
DFN 在HTML Internet Draft 1.2中已经存在，在HTML 3.2中完全标准化，目前仍然在使用。
<em>…</em>

强调本元素，传统上显示为斜体。
EM在HTML Internet Draft 1.2中已经存在，在HTML 2.0中完全标准化，目前仍然在使用。
<strong>…</strong>

加重一个词条，传统上显示为粗体。
有助听功能的浏览器可能会使用不同的声音来表述加重的词。
STRONG在HTML Internet Draft 1.2已经存在，在HTML 2.0中完全标准化，目前仍然在使用。

##### 计算机术语元素
这些与元素主要用于方便显示计算机软件编码和与使用者交互（<code>）；显示源代码变量（<var>）；用户输入（<kbd>）；以及终端输出（<samp>）。
<code>…</code>

显示一段代码。通常用等宽字体显示：Code snippet.
CODE在HTML Internet Draft 1.2中出现，并且在HTML 2.0最终标准化；目前仍在使用。
<samp>…</samp>

显示一段程序或脚本输出的样本。
SAMP在HTML Internet Draft 1.2中出现，并且在HTML 2.0最终标准化；目前仍在使用。
<kbd>…</kbd>

键盘 - 显示用户输入的文字。
KBD在HTML Internet Draft 1.2中出现，并且在HTML 2.0最终标准化；目前仍在使用。
<var>…</var>

显示一个变量。
VAR在HTML Internet Draft 1.2中出现，并且在HTML 2.0最终标准化；目前仍在使用。

##### 视觉效果
视觉效果的元素仅仅对可视浏览器起作用，因此不推荐使用，如果可能应该使用层叠样式表。部分元素在HTML 4 / XHTML 1.0中被宣布过期或者无效的，其它的在当前的XHTML 2.0草案XHTML 2.0（页面存档备份，存于）中被定义为无效的。当前的HTML 5草案HTML 5中，b, i和small还是有效的.
<b>…</b>

在可能的情况下，将字体设置成粗体。（等效的CSS是：{font-weight: bold}。）<strong>...</strong>在可视的浏览器中有相同的效果，但是有更强的语义。
B在HTML Internet Draft 1.2中定义，并且在HTML 2.0中标准化，目前仍在使用。

### 图形和对象
<img/>

src屬性指定圖像的URL。alt屬性提供圖像的替代文字。IMG由馬克·安德森所提出並實作在NCSA Mosaic網頁瀏覽器。
IMG在HTML Internet Draft 1.2中定义，并且在HTML 2.0中标准化，目前仍在使用。

## 非標準元素
<blink>...</blink> （已弃用）

文本閃爍特效。BLINK源自於Netscape Navigator。由於該特效可能會對光敏性癲癇患者產生負面影響，在HTML 2.0後被列為過期或無效。
<marquee>...</marquee> （已弃用）

文本滾動特效。MARQUEE源自於Internet Explorer。由於該特效可能會對光敏性癲癇患者產生負面影響，在HTML 4.01後被列為過期或無效。

## 注解
<!-- A Comment -->
在HTML中的注解（以及相近的XML, SGML, SHTML.）語法與SGML相同。
不同於其它HTML標籤，注解不支援巢狀結構。
<!--注解一<!--注解二-->注解三--> 看起來會是注解一<!--注解二 後面拖著一段沒有被標籤包起來的文字“注解三-->”。
注解可以出現在文件的任何地方，甚至可以在文件類型宣告之前。
（在<!DOCTYPE HTML>之前）
HTML的解釋器會忽略注解，只要它們不在HTML標籤內。
這裡標籤內的意思並非指被一對開始標籤及結束標籤包住的區域內，
而是指在開始標籤內，或結束標籤、空元素標籤內。
然而並非所有瀏覽器、HTML編輯器都與HTML語法完全相容，在某些特殊情況會造成意料之外的結果。
約有5%的瀏覽器、HTML編輯器在處理注解標籤上有缺陷。（其中大部份是IE6）
儘管只有少數版本有此問題。
一些有關注解的相容性問題：
- 在文件類型宣告之前的注解、除了空白以外的字符會使IE6進入怪异模式。
- 為了相容在1995年前的瀏覽器，在style或script元素中的內容，有時會以注解的型式存在。
- BlueGriffon HTML編輯器1.7.x版本，會將不在<style> ... {comment tags} ...</style>標籤內的注解顯示在螢幕上。一些HTML編輯器也有相同的問題。

### 引用
1. ↑  XHTML 1.0 §4.6. & C.2
2. ↑  XHTML 1.0 §4.2
3. ↑  XML 1.0
4. ↑  XHTML 1.1 §A
5. ↑  HTML 4.01 §12.3
6. ↑  HTML 4.01 §14.3.2
7. ↑  HTML 4.01 §18
8. ↑  CSS §1.1
9. ↑  达科特 (Jon Duckett). . 由刘涛、陈学敏翻译. 清华大学出版社. 2013: 56. ISBN 9787302311034.
10. ↑  . World Wide Web Consortium.   [22 May 2013]. （原始内容存档于2014-05-31）.
11. ↑  W3C. . 5 April 2011  [2014-05-30]. （原始内容存档于2014-09-25）..
12. ↑  , W3.org,   [2012-03-26], （原始内容存档于2008-08-28）
13. ↑  HTML 4 for dummies, 5th edition, 2005, By Ed Tittel, Mary C. Burmeister, p. 96.
14. ↑  , 1997.webhistory.org,   [2012-03-26], （原始内容存档于2012-03-13）
15. 1 2  Chisholm, Wendy; Vanderheiden, Gregg; Jacobs, Ian. . World Wide Web Consortium. 1999-05-05  [2010-07-20]. （原始内容存档于2008-09-03）.

#### HTML标准
HTML 2.0:
Berners-Lee, T., and Connolly, D.  (html). IETF. November 1995  [2009-03-24]. （原始内容存档于2011-08-27）.
HTML 3.2:
Raggett, D.  (html). W3C. 1997-01-14  [2009-03-27]. （原始内容存档于2009-03-12）.
HTML 4.01:
Raggett, D., Le Hors, A., and Jacobs, I. (editors).  (html). W3C. 1999-12-24  [2009-03-24]. （原始内容存档于2008-09-03）. (HTML 4.01 is the updated form of HTML 4.0.)
XHTML 1.0:
W3C.  (html). W3C. 2000-01-26  [2009-03-24]. （原始内容存档于2009-03-31）.
XHTML 1.1:
Altheim, M., and McCarron, S. (editors).  (html). W3C. 2001-05-31  [2009-03-25]. （原始内容存档于2009-03-31）.

#### 其他资源
HTML Tags:
Berners-Lee, T.  (html). 1992-11-03  [2009-03-28]. （原始内容存档于2010-01-31）. (Part of the first published description of HTML.)
HTML Internet Draft 1.2:
Berners-Lee, T., and Connolly, D.  (text). June 1993  [2009-03-28]. （原始内容存档于2009-04-15）.
HTML 3.0 Drafts:
Raggett, D.  (html). 1995-03-24  [2009-04-18]. （原始内容存档于2009-04-16）. (This is the final draft of HTML 3.0, which expired without being developed further.)
HTML Tables:
D. Raggett. . RFC 1942. IETF. May 1996  [2009-03-22]. （原始内容 (text)存档于2005-05-05）.
XML 1.0:
Bray, T, Paoli, J, Sperberg-McQueen, CM, Maler, E and Yergeau, F (editors).  (html). W3C. 2008-11-26  [2009-03-20]. （原始内容存档于2009-04-01）.
CSS:
Lie, H.W. and Bos, B.  (html). W3C. 2008-04-11  [2009-04-05]. （原始内容存档于2009-04-01）.